# Maxim Piskunov
Maxim Piskunov –em russo, Максим Пискунов– (10 de outubro de 1997) é um desportista russo que compete no ciclismo na modalidade de pista. Ganhou uma medalha de prata no Campeonato Europeu de Ciclismo em Pista de 2017, na carreira por eliminação.

## Medalheiro internacional
| Campeonato Europeu | Campeonato Europeu | Campeonato Europeu | Campeonato Europeu |
| Ano                | Lugar              | Medalha            | Competição         |
| ------------------ | ------------------ | ------------------ | ------------------ |
| 2017               | Berlim ( Alemanha) | Medalha de prata   | Eliminação         |

## Palmarés
2018
- 1 etapa do Tour de Cartier
- 1 etapa da Volta à Costa Rica[2]

2019
- 1 etapa da Volta a Marrocos
- 1 etapa do Tour de Mersin[3]
- 1 etapa dos Cinco Anéis de Moscovo[4]

2020
- GP Antalya